# 細谷実
細谷 実（ほそや まこと、1957年12月1日 - ）は、日本の倫理学者。関東学院大学教授。

## 人物・来歴
群馬県出身。
東京大学文学部倫理学科卒業、同大学院人文科学研究科博士課程単位取得退学。
関東学院大学経済学部助教授、教授。
東京都中央区男女共同参画推進委員会委員。

## 著書
- 『性別秩序の世界 ジェンダー / セクシュアリティと主体』（マルジュ社） 1994
- 『〈男〉の未来に希望はあるか』（はるか書房） 2005
- 『よく考えるための哲学』（はるか書房） 2011

### 共編著
- 『身体のエシックス / ポリティクス 倫理学とフェミニズムの交叉』（金井淑子共編、ナカニシヤ出版、叢書倫理学のフロンティア） 2002
- 『暴力と戦争』（加藤千香子共編著、明石書店、ジェンダー史叢書） 2009
- 『暴力とジェンダー 連続講義』（林博史, 中村桃子共編著、白澤社） 2009
- 『大人になる前のジェンダー論』（浅野富美枝, 池谷壽夫, 八幡悦子共編著、はるか書房） 2010
- 『大学生と語る性 インタビューから浮かび上がる現代セクシュアリティ』（田村公江共編著、晃洋書房） 2011
- 『仕事と就活の教養講座 生きのびるための働き方』（編著、中西新太郎, 小園弥生著、白澤社） 2016

## 翻訳
- ジョージ・L・モッセ『男のイメージ 男性性の創造と近代社会』（小玉亮子、海妻径子共訳）、作品社 2005／中公文庫 2024